# Assemblea generale delle Nazioni Unite
(Statuto delle Nazioni Unite, capitolo IV, articolo 1170975)
L’Assemblea generale delle Nazioni Unite è il principale e più rappresentativo organo istituzionale delle Nazioni Unite. All'assemblea partecipano tutti gli Stati membri delle Nazioni Unite ed alcuni stati ed organizzazioni con lo status di osservatori dell'Assemblea generale delle Nazioni Unite; la prima sessione si tenne il 10 gennaio 1946 nella Westminster Central Hall a Londra ed era composta dai rappresentanti di cinquantuno stati.

## Descrizione

### Compiti e poteri
L'Assemblea generale delle nazioni unite ha principalmente funzioni consultive: esamina infatti i principi generali di cooperazione per il mantenimento della pace e della sicurezza internazionale, e adotta, riguardo a tali principi, raccomandazioni sia agli Stati membri che al Consiglio di Sicurezza.
Discute ogni questione relativa al mantenimento della pace e della sicurezza internazionale che le sia sottoposta da qualsiasi stato membro e può fare raccomandazioni riguardo a qualsiasi questione del genere allo stato o agli stati interessati. Qualsiasi questione per cui si renda necessaria un'azione viene deferita al Consiglio di Sicurezza prima o dopo la discussione. Tuttavia, pur essendo privata del potere esecutivo (che resta quindi in mano al Consiglio di Sicurezza), l'Assemblea generale può richiamare l'attenzione del Consiglio sulle situazioni che siano suscettibili di mettere in pericolo la pace e la sicurezza internazionale. Un segretario generale, con il consenso del Consiglio di Sicurezza, informa l'Assemblea generale, ad ogni sessione, di tutte le questioni relative al mantenimento della pace e della sicurezza internazionale di cui stia trattando - o abbia cessato di trattare - il Consiglio di Sicurezza.
L'Assemblea generale riceve ed esamina le relazioni annuali e speciali del Consiglio di Sicurezza; queste relazioni comprendono un resoconto delle misure decise o intraprese dal Consiglio per mantenere la pace e la sicurezza internazionale. L'Assemblea generale inoltre riceve ed esamina le relazioni degli altri organi delle Nazioni Unite, ed esamina e ne approva il bilancio generale.
Dal 1950, con la risoluzione "Uniting for peace", in caso di inerzia del Consiglio di Sicurezza (ad esempio bloccato dal veto di un membro permanente su decisioni urgenti) l'Assemblea Generale dell'ONU può prenderne le veci, diventando quindi un organo esecutivo in grado di imporre sanzioni o prendere decisioni anche sull'utilizzo della forza.

### Composizione e funzionamento
Ogni stato membro può avere fino a cinque rappresentanti nell'Assemblea, ma dispone di un solo voto. Le decisioni dell'Assemblea generale sulle principali questioni sono prese a maggioranza di due terzi dei membri presenti e votanti. Tali questioni comprendono: le raccomandazioni riguardo al mantenimento della pace e della sicurezza internazionale, l'elezione dei membri non permanenti del Consiglio di Sicurezza, l'elezione dei membri del Consiglio economico e sociale, l'elezione di membri del Consiglio di amministrazione fiduciaria, l'ammissione di nuovi membri, alla sospensione dei diritti e dei privilegi o all'espulsione di un membro, alle questioni relative al funzionamento del regime di amministrazione fiduciaria e alle questioni di bilancio. Le decisioni su altre questioni sono prese a maggioranza dei membri presenti e votanti.
L'Assemblea generale si riunisce in sessioni ordinarie annuali. Una sessione ordinaria comincia il terzo giovedì di settembre e dura fino a metà dicembre. L'assemblea si riunisce altresì in sessioni speciali ove le circostanze lo richiedano. Le sessioni speciali sono convocate dal segretario generale su richiesta del Consiglio di Sicurezza o della maggioranza dei membri delle Nazioni Unite. I delegati dell'Assemblea, prima delle sedute plenarie, lavorano in commissioni tematiche che sono:
- I commissione - DISEC (Disarmament & International Security): disarmo e sicurezza internazionale;
- II commissione - ECOFIN (Economic & Financial): questioni economiche e finanziarie;
- III commissione - SOCHUM (Social, Cultural & Humanitarian): questioni sociali, culturali e umanitarie;
- IV commissione - SPECPOL (Special Political & Decolonization): politiche speciali e decolonizzazione;
- V commissione - Administrative & Budgetary: amministrazione e budget;
- VI commissione - Legal: affari legali.

### Progetti di riforma
Il 21 marzo 2005 il segretario generale delle Nazioni Unite, Kofi Annan, ha presentato un rapporto, In Larger Freedom, in cui ha criticato l'attuale funzionamento dell'Assemblea generale. Essendo l'unico organo dell'Organizzazione che riunisce tutti i paesi membri tutti allo stesso livello (non ci sono disparità di voti), l'Assemblea dovrebbe disporre di tutti gli strumenti necessari per assumere il proprio ruolo essenziale nell'ambito della concertazione politica internazionale. Annan ritiene che i lavori dell'Assemblea dovrebbero essere razionalizzati, poiché attualmente rimangono troppo frammentati e determinate questioni potrebbero essere trattate inserendole in temi più ampi (ad esempio le numerose risoluzioni sul conflitto fra Israele e Palestina toccano vari aspetti come l'aiuto ai rifugiati, le colonie o la formazione, e andrebbero dunque discusse nell'ambito di questi temi più larghi). Un provvedimento concreto è già stato comunque adottato: i presidenti dell'Assemblea generale e delle commissioni vengono ora eletti tre mesi prima dell'inizio delle sessioni ordinarie per consentire un'adeguata preparazione delle sedute.

## Sessioni
| Num.                       | Durata | Segretario generale                   | Presidente dell'Assemblea    | Risoluzioni              | Decisioni                                                 |
| -------------------------- | --- | ------------------------------------- | ---------------------------- | ------------------------ | --------------------------------------------------------- |
| 1ª                         | 24 gennaio - 19 novembre 1946                                                                                               | Trygve Lie                            | Paul-Henri Spaak             | A/RES/1-103 (I)          |                                                           |
| 1ª speciale                | 28 aprile - 15 maggio 1947                                                                                                  | Trygve Lie                            | Australia (bandiera)         | A/RES/104-107            |                                                           |
| 1ª speciale                | Palestina. |                                       |                              |                          |                                                           |
| 2ª                         | 30 settembre - 15 novembre 1947                                                                                             | Trygve Lie                            | Oswaldo Aranha               | A/RES/108-184 (II)       |                                                           |
| 2ª speciale                | 16 aprile - 14 maggio 1948                                                                                                  | Trygve Lie                            | José Arce                    | A/RES/185-189            |                                                           |
| 2ª speciale                | Palestina. |                                       |                              |                          |                                                           |
| 3ª                         | 3 novembre 1948 - 18 maggio 1949                                                                                            | Trygve Lie                            | Herbert Vere Evatt           | A/RES/190-287 (III)      |                                                           |
| 4ª                         | 18 novembre - 6 dicembre 1949                                                                                               | Trygve Lie                            | Carlos Peña Rómulo           | A/RES/288-375 (IV)       |                                                           |
| 5ª                         | 7 ottobre 1950 - 5 novembre 1951                                                                                            | Trygve Lie                            | Nasrollah Entezam            | A/RES/376-501 (V)        |                                                           |
| 6ª                         | 7 dicembre 1951 - 5 febbraio 1952                                                                                           | Trygve Lie                            | Luis Padilla Nervo           | A/RES/502-608 (VI)       |                                                           |
| 7ª                         | 25 ottobre 1952 - 28 agosto 1953                                                                                            | Trygve Lie                            | Lester Pearson               | A/RES/609-712 (VII)      |                                                           |
| 8ª                         | 29 settembre - 9 dicembre 1953                                                                                              | Dag Hammarskjöld                      | Vijaya Lakshmi Pandit        | A/RES/713-806 (VIII)     |                                                           |
| 9ª                         | 21 ottobre - 17 dicembre 1954                                                                                               | Dag Hammarskjöld                      | Eelco van Kleffens           | A/RES/807-907 (IX)       |                                                           |
| 10ª                        | 25 ottobre - 14 dicembre 1955                                                                                               | Dag Hammarskjöld                      | José Maza                    | A/RES/908-995 (X)        |                                                           |
| 1ª emergenza               | 1-10 novembre 1956 | Dag Hammarskjöld                      | Rudecindo Ortenga            | A/RES/996-1003           |                                                           |
| 1ª emergenza               | Medio Oriente. |                                       |                              |                          |                                                           |
| 2ª emergenza               | 4-10 novembre 1956 | Dag Hammarskjöld                      | Rudecindo Ortenga            | A/RES/1004-1008          |                                                           |
| 2ª emergenza               | Ungheria. |                                       |                              |                          |                                                           |
| 11ª                        | 1956-1957 | Dag Hammarskjöld                      | Wan Waithayakon              | A/RES/1009-1133 (XI)     |                                                           |
| 12ª                        | 1957-1958 | Dag Hammarskjöld                      | Leslie Munro                 | A/RES/1134-1236 (XII)    |                                                           |
| 3ª emergenza               | 8-21 agosto 1958 | Dag Hammarskjöld                      | Leslie Munro                 | A/RES/1237-1238          |                                                           |
| 3ª emergenza               | Medio Oriente. |                                       |                              |                          |                                                           |
| 13ª                        | 1958-1959 | Dag Hammarskjöld                      | Charles Habib Malik          | A/RES/1239-1350 (XIII)   |                                                           |
| 14ª                        | 1959-1960 | Dag Hammarskjöld                      | Víctor Andrés Belaúnde       | A/RES/1351-1473 (XIV)    |                                                           |
| 4ª emergenza               | 17-19 settembre 1960 | Dag Hammarskjöld                      | Víctor Andrés Belaúnde       | A/RES/1474-1475          |                                                           |
| 4ª emergenza               | Congo. |                                       |                              |                          |                                                           |
| 15ª                        | 1960-1961 | Dag Hammarskjöld                      | Frederick Henry Boland       | A/RES/1476-1620 (XV)     |                                                           |
| 3ª speciale                | 21-25 agosto 1961 | Dag Hammarskjöld                      | Frederick Henry Boland       | A/RES/1621-1622          |                                                           |
| 3ª speciale                | Tunisia. |                                       |                              |                          |                                                           |
| 16ª                        | 1961-1962 | U Thant                               | Mongi Slim                   | A/RES/1623-1747 (XVI)    |                                                           |
| 17ª                        | 1962-1963 | U Thant                               | Muhammad Zafarullah Khan     | A/RES/1748-1871 (XVII)   |                                                           |
| 4ª speciale                | 14 maggio - 27 giugno 1963                                                                                                  | U Thant                               | Muhammad Zafarullah Khan     | A/RES/1872-1880          |                                                           |
| 4ª speciale                | Situazione finanziaria delle Nazioni Unite.                                                                                 |                                       |                              |                          |                                                           |
| 18ª                        | 1963-1964 | U Thant                               | Carlos Sosa Rodriguez        | A/RES/1881-1993 (XVIII)  |                                                           |
| 19ª                        | 1964-1965 | U Thant                               | Alex Quaison-Sackey          | A/RES/1994-2007 (XIX)    |                                                           |
| 20ª                        | 1965-1966 | U Thant                               | Amintore Fanfani             | A/RES/2008-2132 (XX)     |                                                           |
| 21ª                        | 1966-1967 | U Thant                               | Abdul Rahman Pazhwak         | A/RES/2133-2247 (XXI)    |                                                           |
| 5ª speciale                | 21 aprile-13 giugno 1967 | U Thant                               | Abdul Rahman Pazhwak         | A/RES/2248-2251          |                                                           |
| 5ª speciale                | Africa Sud-Occidentale (Namibia).                                                                                           |                                       |                              |                          |                                                           |
| 5ª emergenza               | 17 giugno-18 settembre 1967                                                                                                 | U Thant                               | Abdul Rahman Pazhwak         | A/RES/2252-2257          |                                                           |
| 5ª emergenza               | Medio Oriente. |                                       |                              |                          |                                                           |
| 22ª                        | 1967-1968 | U Thant                               | Corneliu Mănescu             | A/RES/2258-2375 (XXII)   |                                                           |
| 23ª                        | 1968-1969 | U Thant                               | Emilio Arenales Catalan      | A/RES/2376-2492 (XXIII)  |                                                           |
| 24ª                        | 1969-1970 | U Thant                               | Angie Elisabeth Brooks       | A/RES/2493-2619 (XXIV)   |                                                           |
| 25ª                        | 12 ottobre - 17 dicembre 1970                                                                                               | U Thant                               | Angie Elisabeth Brooks       | A/RES/2620-2750 (XXV)    |                                                           |
| 26ª                        | 21 settembre - 22 dicembre 1971                                                                                             | U Thant                               | Edvard Hambro                | A/RES/2751-2903 (XXVI)   |                                                           |
| 27ª                        | 26 settembre - 19 dicembre 1972                                                                                             | Kurt Waldheim                         | Adam Malik                   | A/RES/2904-3049 (XXVII)  |                                                           |
| 28ª                        | 18 settembre - 18 dicembre 1973                                                                                             | Kurt Waldheim                         | Stanisław Trepczyński        | A/RES/3050-3199 (XXVIII) |                                                           |
| 6ª speciale                | 9 aprile - 2 maggio 1974 | Kurt Waldheim                         | Leopoldo Benites             | A/RES/3200-3202 (S-VI)   |                                                           |
| 6ª speciale                | Materie prime e sviluppo.                                                                                                   |                                       |                              |                          |                                                           |
| 29ª                        | 17 settembre - 18 dicembre 1974                                                                                             | Kurt Waldheim                         | Leopoldo Benites             | A/RES/3203-3360 (XXIX)   |                                                           |
| 7ª speciale                | 1-16 settembre 1975 | Kurt Waldheim                         | Abdelaziz Bouteflika         | A/RES/3361-3362 (S-VII)  |                                                           |
| 7ª speciale                | Sviluppo e cooperazione economica internazionale.                                                                           |                                       |                              |                          |                                                           |
| 30ª                        | 16 settembre - 17 dicembre 1975                                                                                             | Kurt Waldheim                         | Gaston Thorn                 | A/RES/3363-3541 (XXX)    |                                                           |
| 31ª                        | 21 settembre - 22 dicembre 1976                                                                                             | Kurt Waldheim                         | Hamilton Shirley Amerasinghe | A/RES/31/1-208           |                                                           |
| 32ª                        | 20 settembre - 21 dicembre 1977                                                                                             | Kurt Waldheim                         | Lazar Mojsov                 | A/RES/32/1-215           |                                                           |
| 8ª speciale                | 20-21 aprile 1978 | Kurt Waldheim                         | Lazar Mojsov                 | S-8/1-2                  | S-8/11-14, S-8/21                                         |
| 8ª speciale                | Finanziamento della Forza di interposizione in Libano.                                                                      |                                       |                              |                          |                                                           |
| 9ª speciale                | 24 aprile - 3 maggio 1978                                                                                                   | Kurt Waldheim                         | Lazar Mojsov                 | S-9/1-2                  | S-9/11-15, S-9/21-22                                      |
| 9ª speciale                | Namibia. |                                       |                              |                          |                                                           |
| 10ª speciale               | 23 maggio - 30 giugno 1978                                                                                                  | Kurt Waldheim                         | Lazar Mojsov                 | S-10/1-2                 | S-10/11-15, 2S-10/1-24                                    |
| 10ª speciale               | Disarmamento. |                                       |                              |                          |                                                           |
| 33ª                        | 19 settembre 1978 - 31 maggio 1979                                                                                          | Kurt Waldheim                         | Indalecio Liévano            | A/RES/33/1-206           |                                                           |
| 34ª                        | 18 settembre - 20 dicembre 1979                                                                                             | Kurt Waldheim                         | Salim Ahmed Salim            | A/RES/34/1-233           |                                                           |
| 6ª emergenza               | 10-14 gennaio 1980 | Kurt Waldheim                         | Salim Ahmed Salim            | A/RES/ES-6/1-2           |                                                           |
| 6ª emergenza               | La situazione in Afghanistan e le sue implicazioni per la pace e la sicurezza internazionale.                               |                                       |                              |                          |                                                           |
| 7ª emergenza (aggiornata)  | 22-29 luglio 1980 | Kurt Waldheim                         | Salim Ahmed Salim            | A/RES/ES-7/1-9           |                                                           |
| 7ª emergenza (aggiornata)  | Questione della Palestina.                                                                                                  |                                       |                              |                          |                                                           |
| 11ª speciale               | 25 agosto - 15 settembre 1980                                                                                               | Kurt Waldheim                         | Salim Ahmed Salim            | S-11/1-4                 | S-11/11-24                                                |
| 11ª speciale               | Nuovo ordine economico internazionale.                                                                                      |                                       |                              |                          |                                                           |
| 35ª                        | 16 settembre 1980 - 3 marzo 1981                                                                                            | Kurt Waldheim                         | Rüdiger von Wechmar          | A/RES/35/1-227           |                                                           |
| 8ª emergenza               | 13-14 settembre 1981 | Kurt Waldheim                         | n.d.                         | ES-8/1-2                 |                                                           |
| 8ª emergenza               | Questione della Namibia. |                                       |                              |                          |                                                           |
| 36ª                        | 15 settembre 1981 - 28 aprile 1982                                                                                          | Kurt Waldheim Javier Pérez de Cuéllar | Ismat Kittani                | A/RES/36/1-244           |                                                           |
| 7ª emergenza (conclusa)    | 20-28 aprile, 25-26 giugno, 16-19 agosto, 24 settembre 1982                                                                 | Javier Pérez de Cuéllar               | Ismat Kittani                | A/RES/ES-7/1-9           |                                                           |
| 7ª emergenza (conclusa)    | Questione della Palestina.                                                                                                  |                                       |                              |                          |                                                           |
| 9ª emergenza               | 29 gennaio-5 febbraio 1982                                                                                                  | Javier Pérez de Cuéllar               | n.d.                         | A/RES/ES-9               |                                                           |
| 9ª emergenza               | Situazione nei territori arabi occupati.                                                                                    |                                       |                              |                          |                                                           |
| 53ª                        | 1998-1999 | Kofi Annan                            | Didier Opertti               | A/RES/53/1-243           |                                                           |
| 54ª                        | 1999-2000 | Kofi Annan                            | Theo-Ben Gurirab             | A/RES/54/1-283           |                                                           |
| 55ª                        | 2000-2001 | Kofi Annan                            | Harri Holkeri                | A/RES/55/1-285           |                                                           |
| 10ª emergenza (aggiornata) | 24 aprile - 13 novembre 1997                                                                                                | Kofi Annan                            | Razali Ismail                |                          |                                                           |
| 10ª emergenza (aggiornata) | Azioni illegali israeliane a Gerusalemme Est occupata e nel resto del Territorio Palestinese occupato.                      |                                       |                              |                          |                                                           |
| 10ª emergenza (aggiornata) | 17 marzo 1998 | Kofi Annan                            | Hennadiy Udovenko            |                          |                                                           |
| 10ª emergenza (aggiornata) | Azioni illegali israeliane a Gerusalemme Est occupata e nel resto del Territorio Palestinese occupato.                      |                                       |                              |                          |                                                           |
| 10ª emergenza (aggiornata) | 5-9 febbraio 1999 | Kofi Annan                            | Didier Opertti Badan         |                          |                                                           |
| 10ª emergenza (aggiornata) | Azioni illegali israeliane a Gerusalemme Est occupata e nel resto del Territorio Palestinese occupato.                      |                                       |                              |                          |                                                           |
| 10ª emergenza (aggiornata) | 18-20 ottobre 2000 | Kofi Annan                            | Harri Holkeri                |                          |                                                           |
| 10ª emergenza (aggiornata) | Azioni illegali israeliane a Gerusalemme Est occupata e nel resto del Territorio Palestinese occupato.                      |                                       |                              |                          |                                                           |
| 25ª speciale               | 6-9 giugno 2001 | Kofi Annan                            | Harri Holkeri                | S-25/1-2                 |                                                           |
| 25ª speciale               | Attuazione dei risultati della conferenza delle Nazioni Unite sugli insediamenti umani (Habitat II).                        |                                       |                              |                          |                                                           |
| 26ª speciale               | 25-27 giugno 2001 | Kofi Annan                            | Harri Holkeri                |                          |                                                           |
| 26ª speciale               | Problema del virus dell'immunodeficienza umana / sindrome da immunodeficienza acquisita (HIV/AIDS) in tutti i suoi aspetti. |                                       |                              |                          |                                                           |
| 56ª                        | 2001-2002 | Kofi Annan                            | Han Seung-soo                | A/RES/56/1-299, 500-512  |                                                           |
| 27ª speciale               | 8-10 maggio 2002 | Kofi Annan                            | Han Seung-soo                | A/RES/S-27/1-24          |                                                           |
| 27ª speciale               | Vertice mondiale per l'infanzia.                                                                                            |                                       |                              |                          |                                                           |
| 57ª                        | 2002-2003 | Kofi Annan                            | Jan Kavan                    | A/RES/57/1-338           |                                                           |
| 58ª                        | 2003-2004 | Kofi Annan                            | Julian Hunte                 | A/RES/58/1-318           |                                                           |
| 59ª                        | 2004-2005 | Kofi Annan                            | Jean Ping                    | A/RES/59/1-314           |                                                           |
| 28ª speciale               | 24 gennaio 2005 | Kofi Annan                            | Nassir Abdulaziz Al-Nasser   | A/RES/59/26              |                                                           |
| 28ª speciale               | Commemorazione del sessantesimo anniversario della liberazione dei campi di concentramento nazisti.                         |                                       |                              |                          |                                                           |
| 60ª                        | 16 settembre 2005 - 8 settembre 2006                                                                                        | Kofi Annan                            | Jan Eliasson                 | A/RES/60/1-289           |                                                           |
| 61ª                        | 19 settembre 2006 - 17 settembre 2007                                                                                       | Kofi Annan                            | Haya Rashed Al-Khalifa       | A/RES/61/1-296           |                                                           |
| 62ª                        | 15 ottobre 2007 - 15 settembre 2008                                                                                         | Ban Ki-moon                           | Srgjan Kerim                 | A/RES/62/1-278           |                                                           |
| 63ª                        | 22 settembre 2008 - 14 settembre 2009                                                                                       | Ban Ki-moon                           | Miguel d'Escoto Brockmann    | A/RES/63/1-311           |                                                           |
| 64ª                        | 6 ottobre 2009 - 13 settembre 2010                                                                                          | Ban Ki-moon                           | Ali Abdussalam Treki         | A/RES/64/1-301           |                                                           |
| 65ª                        | 22 settembre 2010 - 12 settembre 2011                                                                                       | Ban Ki-moon                           | Joseph Deiss                 | A/RES/65/1-316           |                                                           |
| 66ª                        | 15 settembre 2011 - 24 settembre 2012                                                                                       | Ban Ki-moon                           | Nassir Abdulaziz Al-Nasser   |                          |                                                           |
| 67ª                        | 18 settembre 2012 - 11 settembre 2013                                                                                       | Ban Ki-moon                           | Vuk Jeremić                  |                          |                                                           |
| 68ª                        | 17 settembre 2013 - 16 settembre 2014                                                                                       | Ban Ki-moon                           | John William Ashe            | A/RES/68/205             | Istituzione della Giornata mondiale della fauna selvatica |
| 69ª                        | 16 settembre 2014 - 15 settembre 2015                                                                                       | Ban Ki-moon                           | Sam Kutesa                   |                          |                                                           |
| 70ª                        | 15 settembre 2015 - 12 settembre 2016                                                                                       | Ban Ki-moon                           | Mogens Lykketoft             |                          |                                                           |
| 71ª                        | 13 settembre 2016 - 12 settembre 2017                                                                                       | Ban Ki-moon                           | Peter Thomson                |                          |                                                           |
| 72ª                        | 13 settembre 2017 - 18 settembre 2018                                                                                       | António Guterres                      | Miroslav Lajčák              |                          |                                                           |
| 73ª                        | 19 settembre 2018 - 17 settembre 2019                                                                                       | António Guterres                      | María Fernanda Espinosa      |                          |                                                           |
| 74ª                        | 18 settembre 2019 - 16 settembre 2020                                                                                       | António Guterres                      | Tijjani Muhammad-Bande       |                          |                                                           |
| 75ª                        | 17 settembre 2020 - 15 settembre 2021                                                                                       | António Guterres                      | Volkan Bozkir                |                          |                                                           |
| 76ª                        | 16 settembre 2021 - 14 settembre 2022                                                                                       | António Guterres                      | Abdulla Shahid               |                          |                                                           |
| 11ª emergenza (aggiornata) | 28 febbraio 2022- 2 marzo 2022                                                                                              | António Guterres                      | Abdulla Shahid               | ES-11/1                  |                                                           |
| 11ª emergenza (aggiornata) | Invasione russa dell'Ucraina del 2022.                                                                                      |                                       |                              |                          |                                                           |
| 77ª                        | 15 settembre 2022 - 17 settembre 2023                                                                                       | António Guterres                      | Csaba Kőrösi                 |                          |                                                           |
| 78ª                        | 18 settembre 2023 - 9 settembre 2024                                                                                        | António Guterres                      | Dennis Francis               |                          |                                                           |
| 79ª                        | 10 settembre 2024 - in corso                                                                                                | António Guterres                      | Philémon Yang                |                          |                                                           |